# Vincenzo Frediani

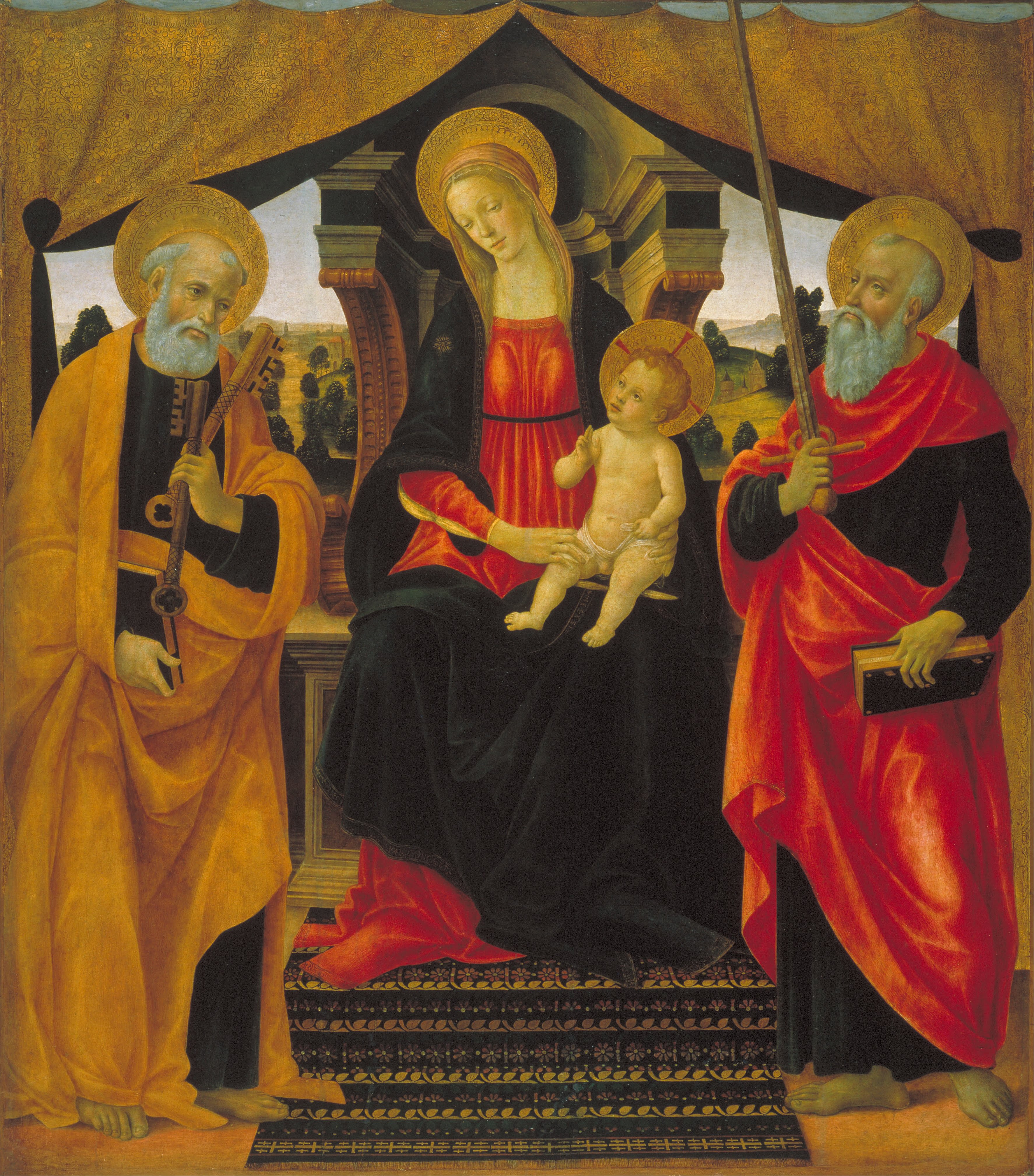
Vincenzo Frediani, Mare de Déu amb el Nen Jesús entre sant Pere i sant Pau, pintada cap a 1490

Vincenzo Frediani (Documentat el 1476 – mort el 1505) fou un pintor italià. Fill d'Antonio, F. està documentat a Lucca entre 1481 i 1505, data en què va morir. Inicialment se'l coneixia com a Mestre de la Immaculada Concepció (Maestro dell'Immacolata Concezione, segons Symeonides basant-se en el retaule que es conserva al Museo di Villa Guinigi. Es va descobrir el seu nom real gràcies al descobriment d'uns textos a Lucca
Al Museu Nacional d'Art de Catalunya es conserva una obra seva, Mare de Déu amb el Nen Jesús entre sant Pere i sant Pau, Llegat de Francesc Cambó, 1949 També es conserva un altre retaule seu a l'església de sant eustaqui, a Montignoso (Itàlia).